# معدن مس درآلو
این معدن در استان کرمان، شهرستان رابر  با مختصات جغرافیایی به طول ۵۱۰۴۴۱ و عرض ۳۲۵۳۶۶۱ در سیستم M.T.M واقع شده‌است.

## معدن درآلو
اکتشاف اولیه معدن مس درآلو توسط شرکت یوگسلاوی پروژمتال در خلال سال‌های ۱۳۴۹ الی ۱۳۵۲ شمسی انجام و سپس ادامه اکتشاف معدن توسط شرکت ملی صنایع مس ایران از سال ۱۳۷۲ الی ۱۳۷۶ و از سال ۱۳۷۷ الی سال ۱۳۷۹ شرکت مس توس کمی اکتشاف و اخذ گواهینامه کشف را انجام داده است.

پروانه بهره‌برداری در سال ۱۳۸۱ بنام شرکت مس توس صادر گردیده و سپس در نیمه دوم سال ۱۳۸۶ پروانه بهره‌برداری معدن از شرکت مذکور به شرکت ملی صنایع مس ایران انتقال یافته‌است.

این معدن ذخیره‌ای بالغ بر 134 میلیون تن مس را دارا می‌باشد. مطالعات اولیه اکتشافی در معدن درآلو در سال 1352 توسط یوگوسلاوها انجام گردید و سپس مطالعات اکتشاف معدنی توسط شرکت اولنگ وابسته صندوق بازنشستگی صنایع ملی مس انجام گرفت. کارخانه فلوتاسیون سولفید مس در این معدن توسط بخش خصوصی ساخته خواهد شد. سرمایه گذار این کارخانه شرکت صنعت و معدن ماهان وابسته به بانک گردشگری است. یکی از عمده سهامداران بانک گردشگری و این شرکت خصوصی مهدی جهانگیری برادر اسحاق جهانگیری معاون اول ریاست جمهوری اسلامی ایران در دوره‌های یازدهم و دوازدهم است.

## موقعیت جغرافیایی
معدن مس درآلو در ۱۲۰ کیلومتری جنوب شهرستان کرمان با مختصات جغرافیایی به طول ۵۱۰۴۴۱ و عرض ۳۲۵۳۶۶۱ در سیستم M.T.M واقع شده‌است. نزدیک‌ترین شهر به معدن شهر هنزا و  (روستای سرمشک، گردوستان، درآلو ) می‌باشد که فاصله شهر گلزار از آن ۵۰ کیلومتر  می‌باشد. با توجه به عدم وجود مسیر مناسب از رابر به این معدن بدلیل توپوگرافی بسیار ناهموار منطقه، تردد به این معدن عمدتا از گلزار صورت می پذیرد. نزدیک‌ترین روستاها به معدن روستاهای درآلو و گردوستان و سرمشک می‌باشد. با توجه به اینکه این معدن در اراضی شهرستان رابر و محدوده مرزی آن واقع شده‌است تعارضات برای تصاحب این محدوده توسط دو شهرستان همواره موجب حاشیه‌های سیاسی بوده‌است.جاده حمل کنسانتره مسیر کوه پنج بردسیر میباشد که کوتاهترین مسیر است .روستای سرزه -نگار- دشتکار- بردسیر-کوهپنج سرچشمه..و با توجه به ریل کشی بردسیر سیرجان مسیر ریل نیز همین مسیر میباشد

## تاریخچه زمین‌شناسی کانسار و کانی سازی
تشکیل کانسار درآلو در اثر نفوذ توده نفوذی به سن الیگو - میوسن در داخل تشکیلات رسوبی آتشفشانی به سن ائوسن میانی بوده که در حاشیه غربی این توده نفوذی و در داخل آن معدن مس درآلو  تشکیل شده و هم چنین اندیس سرمشک و بندر هنزا نیز در حاشیه جنوب غربی همین توده نفوذی می‌باشد که هر دو آن‌ها توسط شرکت ملی صنایع مس ایران در حال اکتشاف می‌باشند.معدن بزرگ بندر باب شمیل و بندر باب بیدو نیز در حال اکتشاف هست
مطالعات ژئوتکنیکی حاکی از آن است که شیب ۳۷ درجه برای دیواره نهایی پیت بهره‌برداری دارای ضریب مناسبی است که براساس این مطالعات شیب دیواره تک پله را تا ۶۵ درجه نیز می‌توان در نظر گرفت که در طراحی پیت با ضریب اطمینان بالا، شیب ۵۵ درجه انتخاب گردیده است. ارتفاع پله‌ها نیز ۱۰ متر و عرض نهایی پله‌ها ۴ متر محاسبه شده‌است، همچنین به ازاء هر ۳ پله ایمنی با عرض ۱۰ متر پیش‌بینی شده‌است.

## فعالیت‌های اکتشافی
اکتشاف اولیه معدن در خلال سال‌های ۱۳۴۹ الی ۱۳۵۲ با ۱۷ چاه اکتشافی به متراژ حدود ۲۷۰۰ متر توسط شرکت یوگسلاوی انجام و سپس از سال ۱۳۷۲ الی ۱۳۷۸، ۱۵۰۰ متر حفاری دیگر با حفر ۸  چاه اکتشافی توسط شرکت ملی صنایع مس ایران و شرکت مس توس صورت پذیرفته و در نهایت شرکت ملی صنایع مس ایران از نیمه دوم سال ۱۳۸۶ الی نیمه دوم سال ۱۳۸۸، حدود ۱۳۰۰۰ متر حفاری اکتشافی دیگر با حفر ۴۰ چاه اکتشافی در معدن انجام که با انجام عملیات تکمیلی اکتشافی ذخیره معدن ۱۳۳ میلیون تن با عیار متوسط ۰.۴ محاسبه و گزارش آن به وزارت سازمان صنایع و معادن جهت اصلاح گواهینامه کشف و در نهایت اصلاح پروانه بهره‌برداری معدن ارسال گردید.

## مشخصات توده معدنی
توده معدنی به شکل بیضوی است که قطر بزرگ آن حدودی ۱۱۰۰ متر و قطر کوچک ۴۰۰ متر که در راستای شمالغرب و جنوب شرق می‌باشد. میزان ذخیره معدن با اکتشاف تکمیلی انجام شده توسط امور اکتشافات مهندسی توسعه شرکت ملی صنایع مس ایران بعد از انتقال پروانه بهره‌برداری و ۱۳۳ میلیون تن با عیار متوسط ۴/۰محاسبه گردیده که از این میزان حدود ۹۵ میلیون تن آن با روش روباز قابل استخراج می‌باشد در این معدن فلزات همراه از قبیل مولیبدن طلا و غیره ... وجود دارند که استحصال آن‌ها اقتصادی نمی‌باشد.

## مشخصات معدن
با توجه به ذخیره جدید معدن و لزوم انجام مطالعات فنی- اقتصادی آن بر مبنای ذخیره جدید، مطالعات فنی -اقتصادی معدن، طراحی استخراجی و کلیه مراحل جانمایی، احداث کارخانه تولید کنسانتره مس در جوار معدن و سایر مراحل دیگر آن از شروع استخراج تا تولید محصول در دست تهیه می‌باشد که گزارش نهایی آن به زودی آماده می‌گردد.
علیهذا در این گزارش مختصری به آتشباری، باربری و بارگیری در معدن اشاره می‌شود:
در این معدن قطر چال‌های آتشباری باتوجه به ظرفیت تولیدی سالیانه آن که در حدود ۷ میلیون تن ماده معدنی پیش‌بینی گردیده و طرح هندسی معدن و ارتفاع پله‌ها ۱۶۵ میلی‌متر برای باطله برداری و استخراج مواد معدنی در نظر گرفته شده‌است. ابعاد شبکه حفاری انفجاری در باطله برداری و استخراج ماده معدنی ۵ × ۵/۵  متر محاسبه شده‌است.
مناسبت‌ترین سیستم باربری و حمل در معدن کامیون است که با توجه به ظرفیت تولیدی ساعتی معدن و کامیون ۸۰ تنی انتخاب مناسبی می‌باشد و همچنین بارگیری با لودر با ظرفیت ۵/۶ مترمکعب محاسبه شده که در طول سال‌های مختلف یکسان در نظر گرفته شده‌است. عملیات پیش باطله برداری به تازگی آغاز گردیده است. سایر موارد مرتبط با احداث واحدهای فرآوری در دستور کار پروژه می‌باشد.
سالیانه ۱۰۰ هزار تن کنسانتره مس با عیار ۲۶ درصد تولید خواهد شد. احداث یک واحد صنعتی بیولیچینگ نیز در دست مطالعه می‌باشد.